# Maurice Duruflé
Maurice Duruflé (Louviers (Franciaország), 1902. január 11. – Louveciennes, 1986. június 16.) francia orgonaművész és zeneszerző.

## Élete, művészete
Gyermekként, 1912-ben a Maîtrise Saint-Evode de la cathédrale de Rouent látogatta, hogy kóruséneklést, zongorát és orgonát tanuljon (Jules Haelling-nél). 1918-ban Párizsba utazott, hogy orgonatanulását Charles Tournemire-nél folytassa. 18 évesen a Párizsi Konzervatórium növendéke lett, ahol Paul Dukas-től tanult zeneszerzést, orgonálni pedig Eugène Gigout-tól, azonban Louis Vierne-től is vett magánleckéket. Nem tudni miért, később komoly vitába keveredett Gigout-val, de élete vége felé így jellemezte: „kitűnő ember, ez minden.”
1922 és 1928 között több díjat kapott zeneszerzésből, zongorakíséretből, összhangzattanból és orgonálásból. 1927-ben Louis Vierne asszisztense lett a párizsi Notre-Dame székesegyházban. Vierne nagyon szerette volna, hogy Duruflé legyen az utódja, de a hatóságok nem voltak jó viszonyban Vierne-nel, és halála után Léonce de Saint-Martint nevezték ki a helyére, egy képzett, de nem elsőrangú orgonistát. Egyébként, Duruflé volt ott Vierne mellett a katedrális orgonájának játszóasztalánál, amikor a mestere hirtelen meghalt, 1750. előadása közben.

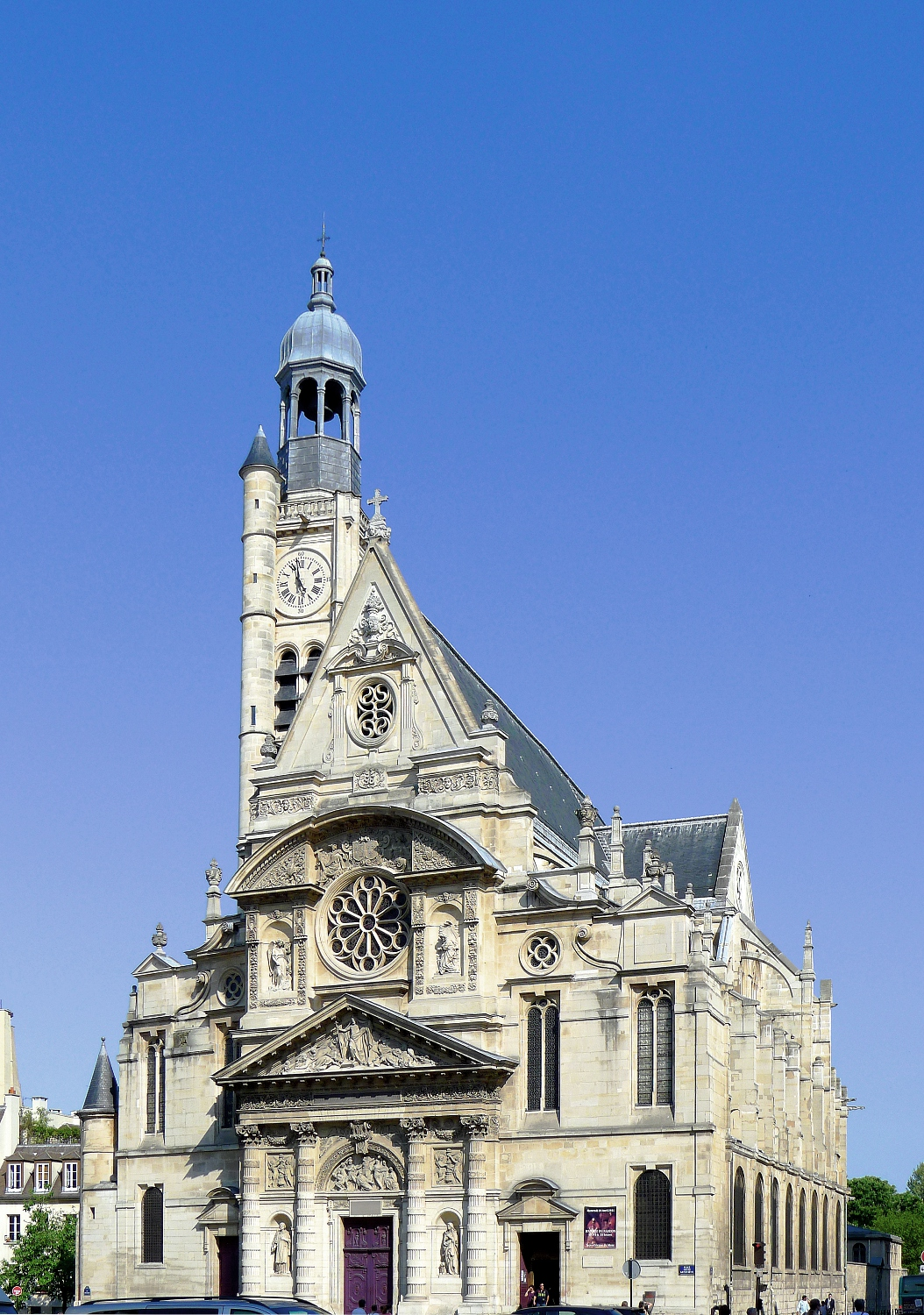
Az Église Saint-Etienne-du-Mont

1929-ben elnyerte az „Amis de l'orgue” (Az orgona barátai) díját orgonajátékáért és improvizálásáért, és a párizsi Saint-Étienne-du-Mont-templom kinevezett orgonistai posztját. 1936-ban megkapta a Blumenthal-díjat 
Nevéhez fűződik Poulenc Concerto pour orgue-jának (Orgonaverseny) premierje, Roger Désormière vezényletével, 1939 júniusában, tanácsokkal is ellátta Poulencet, elsősorban az orgona szólam regisztrálásának tekintetében. 1942-től Marcel Duprét segítette a Párizsi Konzervatórium orgona tanszékén, ahol a tanítványa volt az orgonista-zeneszerző André Jorrand. 1943-tól 1970-ig a konzervatórium összhangzattan professzoraként tevékenykedett.
Fuvolára, brácsára és zongorára írt darabját (Prélude, Récitatif et Variations – Prelűd, recitativo és változatok, op. 3) Marcel Moyse, Maurice Vieux és Jean Doyen mutatták be.
1941-ben kezdte el írni leghíresebb művét, az op. 9 Requiemet, kórusra, szólistákra, zenekarra és orgonára, miután a Vichy-kormány egy jelentős pénzdíjjal járó pályázatot írt ki zeneművek írására. A művet végül 1947-ben fejezte be, bemutatóján az orgonánál Paul Paray ült. A Requiem hasonlóságot mutat Fauré művével, de nagy hatással volt rá a gregorián ének és a reneszánsz zene is. Például: az Introit-Kyrie tétel bevezetőjének témáját Duarte Lobo művéből (Missa pro defunctis) vette kölcsön. Ezt a művét a komponista kétszer is átdolgozta, így manapság három verziója létezik: egy szimfonikus zenekari, egy kisebb együttesre hangszerelt és egy orgonás változat (amely egy obligát cselló szólamot tartalmaz a Pie Jesu tételben). Duruflé Cum Jubilo című miséje szintén e három változatban létezik.
Marcel Dupré orgona osztályában ismeretséget kötött a szintén orgonista Marie-Madeleine Chevalier-vel, aki helyettesítette őt egy hat hónapos amerikai koncert körútja alkalmából, majd 1947-ben az asszisztense lett a Saint-Étienne-du-Mont-ban. 1953-ban, 51 évesen feleségül vette, miután Lucette Bousquet-val 1932-ben kötött első házasságát az 1947-es polgári válást követően a Vatikán is semmisnek nyilvánította 1953. június 23-án. A házaspár igen sikeres orgonaduót alkotott, sokat turnéztak együtt az 1960-as és a korai 1970-es években.
1975-ben befejezte előadói pályáját, mivel egy autóbalesetben súlyosan megsérült, és nem tudott kimozdulni otthonról. Utolsó publikált művét, a Notre-Père pour 4 voix mixtes-t (Mi Atyánk, 4 különböző fekvésű hangra, 1977), a feleségének ajánlotta.
Duruflé nagyon kritikus volt a saját kompozíciói tekintetében. Csak egy maroknyi művét publikálta, és kiadásuk után is gyakran módosított, javított a darabokon. Például az op. 5 Szvit Toccata tételének befejezése egészen más az utolsó változatban, mint az első kiadáskor volt. Vagy: a Fugue sur le nom d'A.L.A.I.N című kompozíció eredeti verziójában az egész darabon végighúzódó accelerando (gyorsítva) az előírás… Ennek a tökéletességre törekvésnek mindenesetre az az eredménye, hogy Duruflé szerzeményei, különösen az orgonaművei, szépen kicsiszoltak, és a mai napig kedvelt darabjai az orgonisták repertoárjának szerte a világban.

## Művei

### Orgonaművek
- Scherzo op. 2 (Scherzo, 1926), Charles Tournemire orgonistának ajánlva ;
- Prélude, Adagio et Choral varié sur le Veni Creator op. 4 (Prelúdium, Adagio és Korál a Veni Creator témájára, 1930), e művel érdemelte ki az Amis de l'orgue zeneszerzésért járó díját. Időtartama: kb. 20 perc.
- Suite op. 5 (1932), (Szvit, Paul Dukas-nak ajánlva). Időtartama: kb. 25 perc. :
  - Prélude (Prelúdium)
  - Sicilienne (Siciliano)
  - Toccata (Toccata)
- Prélude et Fugue sur le nom d'A.L.A.I.N op. 7 (Prelúdium és fúga Alain nevére, 1942),[7] Jehan Alain tiszteletére, aki két évvel azelőtt halt hősi halált a II. világháborúban.[8] Időtartama: kb. 10 perc.
- Prélude sur l'Introït de l'Épiphanie op. 13 (Prelúdium az Epiphania[9] Introitusának témájára, 1961), az Orgue et liturgie gyűjtemény darabja. Időtartama: kb. 2 perc.

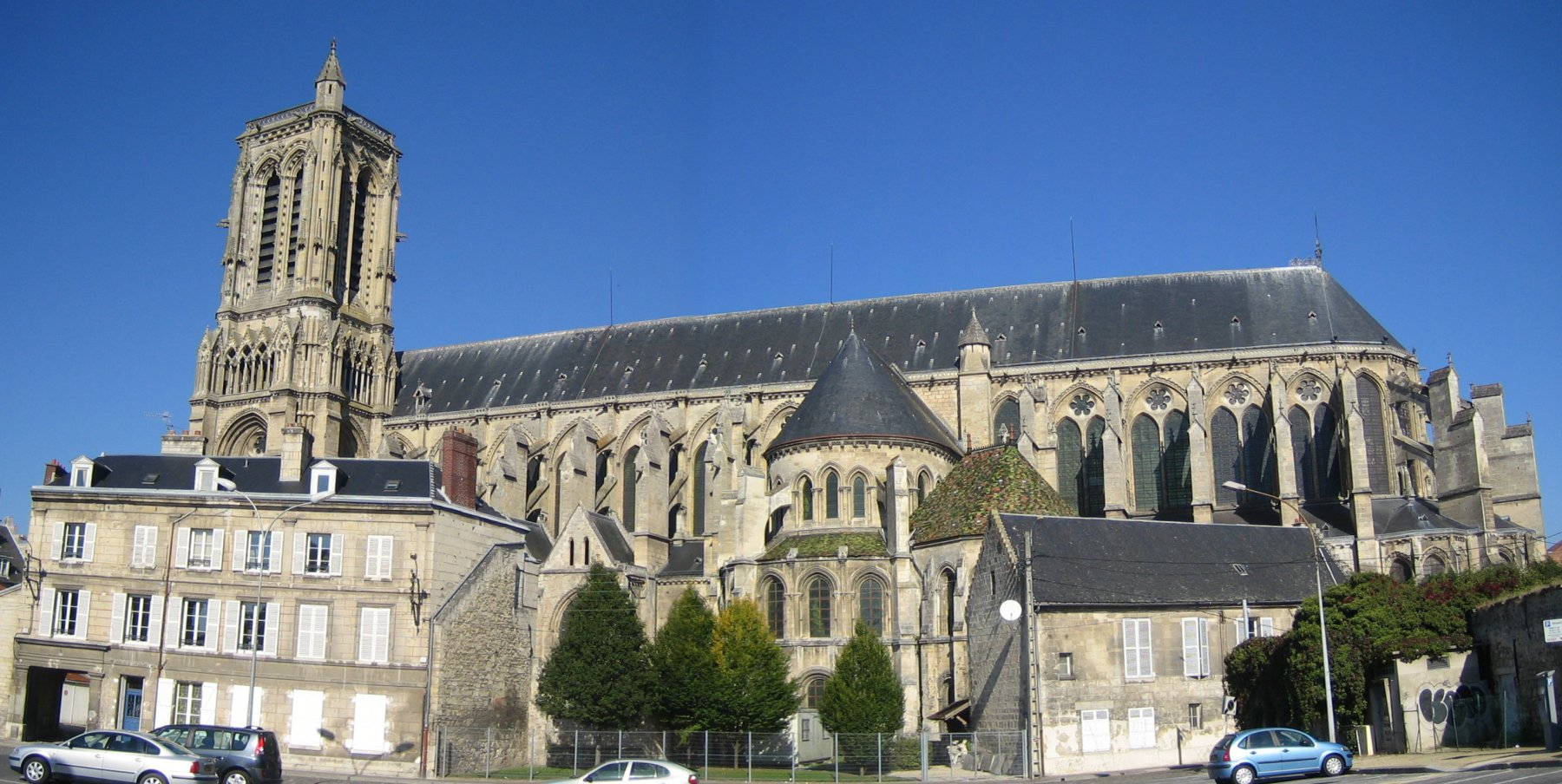
A soissons-i katedrális panorámaképe

- Fugue sur  le carillon des heures?* de la Cathédrale de Soissons op. 12 (Fúga a soissons-i katedrális harangjátékára, 1962), Henri Doyennek, a dóm orgonistájának ajánlva. Időtartama: kb. 3 perc.
- Méditation op.posth (Meditáció, 1964) A kottáját csak 2002-ben fedezték fel. Időtartama: kb. 4 perc.
- Lecture à vue (Olvasólecke, kiadatlan)
- Fugue (Fúga, kiadatlan)
- Lux aeterna (Lux aeterna,[10] kiadatlan)

### Kamaraművek
- Prélude, Récitatif et Variations op. 3 (Prelúdium, recitativo és változatok, 1928), fuvolára, brácsára és zongorára.

### Zongoraművek

#### Szóló zongorára
- Triptyque op. 1: Fantaisie sur des thèmes grégoriens (Triptichon – fantázia gregorián témákra, 1927/1943, kiadatlan)
- Trois Danses op. 6 (Három tánc, 1932, a szerző átiratában) :
  - Divertissement (Divertimento)
  - Danse lente (Lassú tánc)
  - Tambourin (Tamburin)

#### Négykezesek
- Trois Danses op. 6 (Három tánc, 1932, a szerző átiratában) :
  - Divertissement (Divertimento)
  - Danse lente (Lassú tánc)
  - Tambourin (Tamburin)

#### Két zongorára
- Trois Danses op. 6 (Három tánc, 1932, a szerző átiratában) :
  - Divertissement (Divertimento)
  - Danse lente (Lassú tánc)
  - Tambourin (Tamburin)

### Zenekari művek
- Trois Danses op. 6 (Három tánc,[11] 1932):
  - Divertissement (Divertimento)
  - Danse lente (Lassú tánc)
  - Tambourin (Tamburin)
- Andante et Scherzo op. 8 (Andante és scherzo, 1940)

### Liturgikus művek
- Requiem op. 9 (Requiem szólistákra, kórusra, zenekarra és orgonára, 1947)
  - Version avec Orgue (Orgonás változat, 1948)
  - Version avec Orchestre (Zenekari változat, 1950)
  - Version avec Orchestre réduit (Változat kis zenekarra, 1961)
  - Version avec Orchestre réduit et cors (Változat kis zenekarra, kürtökkel, 1970)
- Quatre Motets sur des Thèmes Grégoriens op. 10 (Négy motetta gregorián témákra,[12] 1960) :
  - Ubi caritas et amor (Hol szeretet és ragaszkodás)
  - Tota pulchra es (Mindenestül szép vagy[13])
  - Tu es Petrus (Péter vagy)
  - Tantum ergo (Méltó vagy[14])
- Messe Cum Jubilo op. 11 (Cum jubilo mise, 1966), bariton szólóra, kórusra és zenekarra:
  - Version avec Orgue (Orgonás változat, 1967)
  - Version avec Orchestre (Zenekari változat, 1970)
  - Version avec Orchestre réduit (Változat kis zenekarra, 1972)
- Notre Père op. 14 (Mi Atyánk, 1977), négy különböző hangfekvésű énekhangra

### Egyéb művek
- Hommage à Jean Gallon (Hódolat Jean Gallon-nak,[15] 1953)
- Sicilienne de la Suite op. 5 pour petit orchestre (Siciliano az op. 5 Szvitből, kis zenekarra (fuvola, oboa, klarinét, fagott, kürt és vonósnégyes), kiadatlan)

### Átiratok
- Johann Sebastian Bach: Quatre Chorals, pour orgue, (Négy korál orgonára, 1942/1945), Maurice Duruflé átirata zenekarra:
  - Viens Sauveur des Païens (Kivonat a 18 lipcsei korálból)
  - Réjouissez-vous bien aimés Chrétiens BWV 734 (Különféle korálok kivonata)
  - O Innocent Agneau de Dieu BWV 656 (Kivonat a 18 lipcsei korálból)
  - En toi est la joie BWV 615 (Kivonat az Orgelbüchleinből[16])
- Louis Vierne : Soirs étrangers op. 56, pour violoncelle et piano, (Távoli éjszakák, csellóra és zongorára), Maurice Duruflé hangszerelésében (1943) :
  - Grenade (Granada)
  - Sur le Léman (A Genfi-tónál)
  - Venise (Velence)
  - Steppe canadien (Kanadai sztyepp)
  - Poisson chinois (Kínai hal)
- Louis Vierne: Ballade du désespéré op. 61, (A reményvesztett balladája[17]), kompjáratMaurice Duruflé hangszerelésében (1943)
- Maurice Duruflé: Requiem op. 9, átirat énekhangra és zongorára (1947)
- Johann Sebastian Bach: Deux Chorals de Cantatas BWV 22 und 147, (Két korál a 22. és a 147. kantátából), orgonaátirat (1952)
- Louis Vierne : Trois Improvisations pour orgue (Notre-Dame-de-Paris, 1928. november), (Három improvizáció orgonára), újraalkotta: Maurice Duruflé (1954) :
  - Marche épiscopale (Püspöki induló)
  - Méditation (Meditáció)
  - Cortège (Menet)
- Charles Tournemire: Cinq Improvisations pour orgue (Ste Clotilde, Párizs, 1930/1931) (Öt improvizáció orgonára), újraalkotta: Maurice Duruflé (1956–1958) :
  - Petite rapsodie improvisée (Kis rapszódia – improvizáció)
  - Cantilène improvisée (Kantiléna-improvizáció)
  - Improvisation sur le "Te Deum" (Improvizáció a „Te Deum” témájára)
  - Fantaisie-Improvisation sur l'"Ave maris stella" (Fantázia-improvizáció az „Ave maris stella”[18] témájára)
  - Choral-Improvisation sur le "Victimae paschali" (Korál-improvizáció a „Victimae paschali”[19] témájára
- Gabriel Fauré : Prélude de « Pelléas et Mélisande », (A Pelléas és Melisande előjátéka), orgonára átírta: Maurice Duruflé
- Robert Schumann : Lamentation, orgonára átírta: Maurice Duruflé

## Műveinek felhasználása
- Michael Jackson felhasználta Duruflé Pie Jesu-ját a Pie Jesu/Little Susie című dalának bevezetéseként, a HIStory címen kiadott albumában.

## Fordítás
- Ez a szócikk részben vagy egészben  a   Maurice Duruflé című francia Wikipédia-szócikk ezen változatának fordításán alapul.  Az eredeti cikk szerkesztőit annak laptörténete sorolja fel. Ez a jelzés csupán a megfogalmazás eredetét és a szerzői jogokat jelzi, nem szolgál a cikkben szereplő információk forrásmegjelöléseként.